# Christina Aguilera (album)
Christina Aguilera – debiutancki studyjny album amerykańskiej wokalistki Christiny Aguilery, wydany 24 sierpnia 1999 roku nakładem RCA Records. Po nagraniu przez Aguilerę piosenki „Reflection”, wykorzystanej na ścieżce dźwiękowej filmu Mulan (1998), RCA natychmiast zawarło z artystką kontrakt płytowy. Utwory zawarte na krążku napisane i wyprodukowane zostały między innymi przez Diane Warren, Robina Thicke, Steve’a Kipnera, Davida Franka, Rona Faira i Guya Roche. Muzyka na debiutanckim albumie Aguilery balansuje na pograniczu popu, dance-popu i rhythm and bluesa.
W momencie publikacji album zebrał pozytywne recenzje krytyków, którzy chwalili teksty piosenek oraz zdolności wokalne wykonawczyni. Magazyn Billboard umieścił debiutancki album studyjny Aguilery na pozycji dwudziestej trzeciej swojego zestawienia „200 najlepszych płyt dekady”. Rock and Roll Hall of Fame, muzeum rocka, uwzględniło krążek na autorskiej liście dwustu najważniejszych wydawnictw muzycznych wszech czasów. Christina Aguilera odniósł także sukces na listach przebojów, obejmując pozycje pierwsze notowań najlepiej sprzedających się albumów w Stanach Zjednoczonych i Kanadzie oraz plasując się w Top 20 zestawień w Austrii, Belgii, Niemczech, Nowej Zelandii, Szwajcarii i Wielkiej Brytanii. Organizacja fonograficzna Recording Industry Association of America (RIAA) wyróżniła krążek statusem ośmiokrotnej platyny za sprzedaż ośmiu milionów egzemplarzy na terenie USA. Na całym świecie wyprzedano ponad siedemnaście milionów kopii płyty.
Album promowany był przez cztery single. Pierwszy z nich, „Genie in a Bottle”, spotkał się z uniwersalnym entuzjazmem krytyków. Zajmował też miejsca pierwsze światowych list przebojów, w tym Billboard Hot 100, a obecnie znajduje się wśród najlepiej sprzedających się wydawnictw singlowych w historii. Dwa pozostałe single, „What a Girl Wants” i „Come on Over Baby (All I Want Is You)”, również objęły szczytową pozycję na Billboard Hot 100, podczas gdy kolejny, „I Turn to You”, zajął na liście miejsce trzecie. Promując płytę, Aguilera wykonywała pochodzące z niej piosenki na łamach popularnych programów telewizyjnych. W 2000 roku ruszyła też w trasę koncertową Sears & Levis US Tour, która przebiegała po Ameryce Północnej i Południowej, Europie oraz Azji. Album przysporzył artystce nagrodę Grammy w kategorii Best New Artist.

## Informacje o albumie oraz singlach
Sesje nagraniowe rozpoczęły się w 1998 roku. Wytwórnia RCA Records przeznaczyła milion dolarów na gaże dla producentów, tekściarzy oraz na lekcje wokalne Aguilery. W okresie prac nad albumem Aguilera obchodziła osiemnaste urodziny: przebywała wtedy w studiu. Artystka nie chciała, by nagrywane przez nią piosenki przypominały dokonania Britney Spears – innej nastoletniej wokalistki, a także jej byłej przyjaciółki. Wolała, by album bliższy był gatunkowi R&B, nie bubblegum popowi.
Przy nagrywaniu albumu Aguilerze pomagali cenieni twórcy muzyczni. Płytę wyprodukowali: Guy Roche („What a Girl Wants”), Steve Kipner i David Frank („Genie in a Bottle”), Travon Potts („Blessed”). Teksty piosenek napisali zaś: słynna, znana ze współpracy z Cher Diane Warren („I Turn to You”, „Somebody’s Somebody”), Heather Holley („Obvious”), Paul Rein („Come on Over Baby”), Carl Sturken i Evan Rogers („Love Will Find a Way”, „Love for All Seasons”).
Około połowy 1999 krążek był już gotowy. 22 czerwca tego roku ukazał się pierwszy singel promujący album, „Genie in a Bottle”, który w przeciągu najbliższego miesiąca zdobył szczyt prestiżowej amerykańskiej listy przebojów Billboard Hot 100 i utrzymywał się na nim przez pięć kolejnych tygodni. Następnie, 24 sierpnia, na półkach sklepów muzycznych pojawił się debiutancki album, zatytułowany po prostu Christina Aguilera, który powtórzył sukces singla. W październiku singel „Genie in a Bottle” został wydany w Wielkiej Brytanii i debiutował na miejscu pierwszym notowania UK Singles Chart. Wkrótce potem, 6 listopada, ukazał się tam także debiutancki album Aguilery. Pod koniec roku, 28 grudnia 1999, jako singel została wydana piosenka „What a Girl Wants”, która stała się pierwszym wydawnictwem, które osiągnęło pozycję #1 notowania Billboard Hot 100 w roku 2000.
W 2000 kolejnymi singlami z debiutanckiego albumu Aguilery zostały: ballada „I Turn to You” (premiera 13 czerwca), która, mimo umiarkowanej popularności w krajach Europy i Oceanii, odniosła podobny sukces do poprzednich singli w Ameryce Północno-Południowej i Azji, oraz „Come on Over Baby (All I Want Is You)” (wyd. 26 września), który to został trzecim singlem #1 Aguilery w notowaniu Billboard Hot 100.

## Przyjęcie

### Opinie
Krążek został pozytywnie oceniony przez krytyków muzycznych. Witryna internetowa AllMusic wyceniła płytę na  (cztery na pięć gwiazdek). Dziennikarz Stephen Thomas Erlewine napisał: „Kompozycje są tu naprawdę silne – ballady angażują, taneczne kawałki zioną chwytliwością. Album jest wyprodukowany jasno i czytelnie, pozwalając głosowi Aguilery przejąć pierwszy plan. Co najbardziej imponuje, wykonawczyni nie tylko posiada charyzmę – potrafi też śpiewać i wznosi piosenki o miłości na poziom wiarygodności.” Za najlepsze utwory zawarte na płycie Erlewine uznał „Genie in a Bottle”, „What a Girl Wants” i „Come on Over Baby (All I Want Is You)”.
W 2016 roku, z perspektywy lat dziennikarz muzyczny Sebastian Mucha (popheart.pl) pisał: „Podczas 42. gali wręczenia nagród Grammy wszyscy byli zdziwieni, gdy Christina Aguilera zgarnęła sprzed nosa Britney Spears nagrodę w kategorii najlepszy debiut. Biorąc jednak pod uwagę jakość debiutanckich albumów Aguilery i Spears, Christina biję księżniczkę popu o głowę.”.

### Sprzedaż
Album sprzedał się w nakładzie siedemnastu milionów dwustu tysięcy egzemplarzy na całym świecie (choć niektóre źródła, jak Cadena 100, podają, że sprzedaż mogła sięgać powyżej dwudziestu milionów). W Stanach Zjednoczonych spędził w sumie siedemdziesiąt dziewięć tygodni w Top 100 zestawienia najlepiej sprzedających się albumów, a dwadzieścia pięć razy znalazł się w czołowej dziesiątce listy. W 2011 znalazł się na pozycji #112 w notowaniu trzystu najlepiej sprzedających się płyt wszech czasów.
W Brazylii do 2010 roku sprzedano ponad osiemdziesiąt tysięcy kopii albumu. Uzyskał on złotą certyfikację od organizacji Pro-Música Brasil. W 2025 roku, przy sprzedaży 160 tys. egzemplarzy, wydawnictwo osiągnęło w tym kraju status diamentowej płyty.

## Promocja
W czerwcu 1999 Aguilera wystąpiła na gali wręczenia nagród ALMA Awards, gdzie zaśpiewała balladę „I Turn to You”. Pojawiała się na okładkach wielu magazynów oraz regularnie śpiewała swoje piosenki w różnych amerykańskich programach telewizyjnych. Jeszcze w październiku ukończone zostały prace nad debiutanckim albumem DVD wokalistki, zatytułowanym Genie Gets Her Wish, który wydany został w lutym 2000. Na album złożyły się zapisy koncertowych występów Aguilery z materiałem ze swojego debiutanckiego krążka. Przed świętami Bożego Narodzenia 1999 roku wokalistka wystąpiła wraz z B.B. Kingiem i Jewel w Białym Domu dla ówczesnego prezydenta Stanów Zjednoczonych – Billa Clintona; wydarzenie było relacjonowane przez amerykańską telewizję. W styczniu 2000 Aguilera zaśpiewała utwory „I Turn to You” i „What a Girl Wants” na gali American Music Awards, a wkrótce potem wystąpiła przy boku Enrique Iglesiasa na imprezie sportowej Super Bowl Half-Time Show. W kwietniu artystka promowała swój debiutancki album na gali Men Strike Back, gdzie koncertowała jako jedyna przedstawicielka płci żeńskiej.

## Nagrody i wyróżnienia
Pod koniec 1999, zaledwie w pół roku od momentu swojego komercyjnego debiutu, Christina Aguilera została uznana przez prasę amerykańską za jedną z najbardziej fascynujących kobiet roku. Otrzymała nagrodę w kategorii najlepszy nowy artysta na ALMA Awards, co stanowiło pierwsze prestiżowe wyróżnienie w jej karierze. Pod koniec stycznia 2000 uroczyście ogłoszono nominacje do nagród Grammy; Aguilera została nominowana w dwóch kategoriach: najlepszy nowy artysta i najlepsza wokalistka. Ostatecznie 20 lutego zdobyła złotą statuetkę gramofonu za najlepszy debiut 1999 roku.
Album Christina Aguilera wyróżniono następującymi certyfikatami:
- złotem w Holandii,
- platyną w Australii, Europie, Hiszpanii, Nowej Zelandii, Szwajcarii i Wielkiej Brytanii,
- siedmiokrotną platyną w Kanadzie,
- ośmiokrotną platyną w Stanach Zjednoczonych.

Magazyn Billboard umieścił debiutancki album studyjny Aguilery na pozycji dwudziestej trzeciej swojego zestawienia „200 najlepszych albumów dekady”. Rock and Roll Hall of Fame, muzeum rocka, uwzględniło krążek na autorskiej liście dwustu najważniejszych wydawnictw muzycznych wszech czasów.
Pełna lista nagród muzycznych przyznanych albumowi, poszczególnym singlom lub samej Aguilerze w okresie promocji krążka prezentuje się następująco:
| 1999                                    |                                                                    |
| Teen.com Awards                         | Najlepszy album: Christina Aguilera                                |
| Teen.com Awards                         | Najlepszy żeński artysta: Christina Aguilera                       |
| Teen.com Awards                         | Najlepsza piosenka żeńskiego artysty: „Genie in a Bottle”          |
| 2000                                    |                                                                    |
| ALMA Awards                             | Najlepszy nowy artysta: Christina Aguilera                         |
| Amigo Awards                            | Najlepszy nowy artysta międzynarodowy: Christina Aguilera          |
| Billboard Music Awards                  | Żeński artysta roku: Christina Aguilera                            |
| Blockbuster Awards                      | Najlepszy nowy artysta żeński: Christina Aguilera                  |
| Blockbuster Awards                      | Ulubiony singel: „Genie in a Bottle”                               |
| BMI Awards                              | Najlepsza piosenka: „Genie in a Bottle”                            |
| Entertainment Weekly Awards             | Najlepsza witryna internetowa XXI wieku: christinaaguilera.com     |
| Grammy Awards                           | Najlepszy nowy artysta: Christina Aguilera                         |
| 45. ceremonia Ivor Novello Awards       | Międzynarodowy hit roku: "Genie in a Bottle"                       |
| Maxim Magazine Women of the Year Awards | Najlepsza międzynarodowa wokalistka: Christina Aguilera            |
| Premios Amigo                           | Najlepsza nowa artystka międzynarodowa                             |
| Teen Magazine Awards                    | Najlepsza żeńska piosenka: „What a Girl Wants”                     |
| Teen Magazine Awards                    | Najlepszy żeński artysta: Christina Aguilera                       |
| Teen Magazine Awards                    | Najlepiej wystylizowany żeński artysta: Christina Aguilera         |
| VH1 Poll Awards                         | Najseksowniejsza idolka nastolatków roku 2000: Christina Aguilera  |
| 12. ceremonia World Music Awards        | Najlepsza nowa artystka                                            |
| 2001                                    |                                                                    |
| BMI Awards                              | Najlepsza piosenka: „What a Girl Wants”                            |
| Teen People Awards                      | 25 najgorętszych gwiazd poniżej 25. roku życia: Christina Aguilera |
| 2002                                    |                                                                    |
| ASCAP Pop Music Awards                  | Najlepsza piosenka: „Come on Over Baby (All I Want Is You)”        |
| BMI Awards                              | Najlepsza piosenka: „Come on Over Baby (All I Want Is You)”        |

## Lista utworów
| #   | Tytuł                                   | Autor tekstu                                                                              |      |
| --- | --------------------------------------- | ----------------------------------------------------------------------------------------- | ---- |
| 1.  | „Genie in a Bottle”                     | David Frank, Pamela Sheyne, Steve Kipner                                                  | 3:36 |
| 2.  | „What a Girl Wants”                     | Guy Roche, Shelly Peiken                                                                  | 3:33 |
| 3.  | „I Turn to You”                         | Diane Warren                                                                              | 4:33 |
| 4.  | „So Emotional”                          | Franne Golde, Tom Snow                                                                    | 4:00 |
| 5.  | „Come on Over Baby (All I Want Is You)” | J. Aberg, C. Aguilera, C. Blackmon, R. Cham, E. Dawkins, Ron Fair, Peiken, P. Rein, Roche | 3:10 |
| 6.  | „Reflection”                            | Matthew Wilder, David Zippel                                                              | 3:33 |
| 7.  | „Love for All Seasons”                  | Evan Rogers, Carl Sturken                                                                 | 3:59 |
| 8.  | „Somebody’s Somebody”                   | Warren                                                                                    | 5:03 |
| 9.  | „When You Put Your Hands on Me”         | J. Gass, Robin Thicke                                                                     | 3:35 |
| 10. | „Blessed”                               | Travon Potts, Brock Walsh                                                                 | 3:06 |
| 11. | „Love Will Find a Way”                  | Rogers, Sturken                                                                           | 3:56 |
| 12. | „Obvious”                               | Heather Holley                                                                            | 3:59 |

| #   | Japanese Edition                                        | Autorzy tekstu                                                      |      |
| --- | ------------------------------------------------------- | ------------------------------------------------------------------- | ---- |
| 13. | „We’re a Miracle”                                       | Aguilera, Zippel, Todd Chapman                                      | 4:09 |
| 14. | „Don’t Make Me Love You”                                | Peiken, Chapman                                                     | 3:52 |
| #   | Latin Edition                                           | Autorzy tekstu                                                      |      |
| 13. | „Genio atrapado”                                        | Frank, Sheyne, Rudy Perez, Kipner                                   | 4:35 |
| #   | Special Edition                                         | Autorzy tekstu                                                      |      |
| 1.  | „Genie in a Bottle” (Flavio vs. Mad Boris Remix)        | Franne Golde, Tom Snow                                              | 6:29 |
| 2.  | „What a Girl Wants” (Eddie Arroyo Dance Radio Edit)     | Roche, Peiken                                                       | 4:04 |
| 3.  | „I Turn to You” (Thunderpuss Remix)                     | Warren                                                              | 4:21 |
| 4.  | „Genio atrapado” (Remix)                                | Frank, Sheyne, Perez, Kipner                                        | 4:35 |
| 5.  | „Don’t Make Me Love You”                                | Peiken, Chapman                                                     | 3:52 |
| 6.  | „Come on Over Baby (All I Want Is You)” (Radio Version) | Aberg, Aguilera, Blackmon, Cham, Dawkins, Fair, Peiken, Rein, Roche | 3:24 |

## Pozycje na listach przebojów

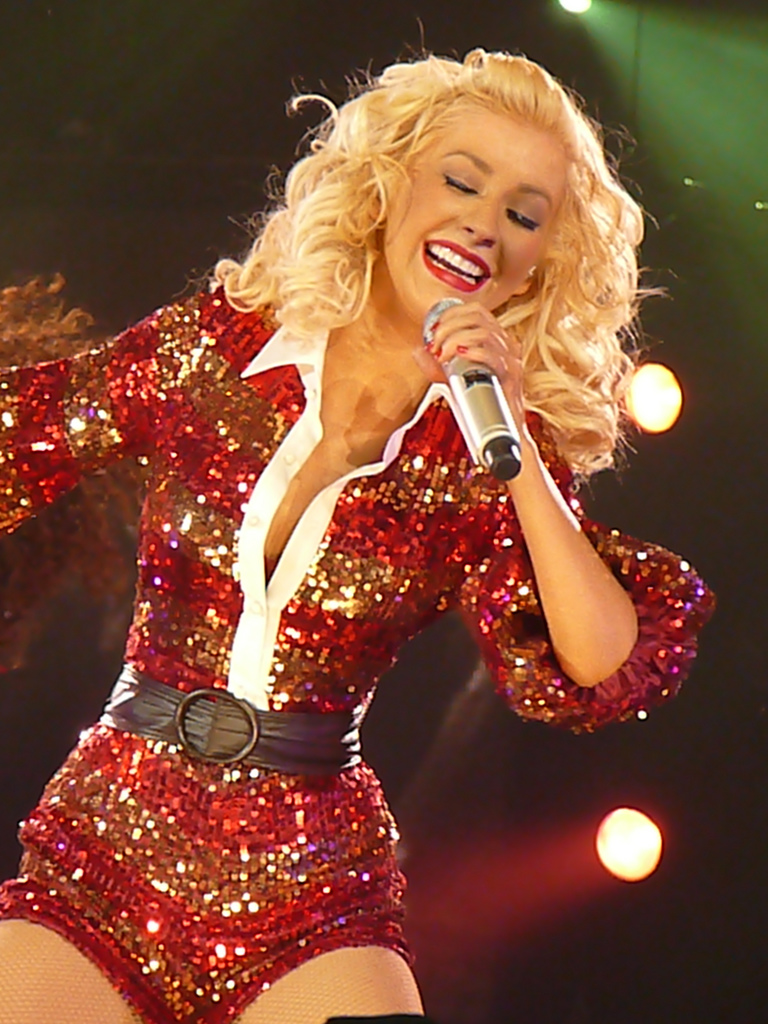
Christina Aguilera wykonuje w trakcie Back to Basics Tour przebój „What a Girl Wants”, pochodzący ze swojego debiutanckiego albumu (2006).

| Notowanie (1999−2001)                | Najwyższa pozycja |
| ------------------------------------ | ----------------- |
| Australian ARIA Albums Chart         | 21                |
| Australian Dance Albums Chart        | 8                 |
| Austrian Albums Chart                | 15                |
| Canadian Albums Chart                | 1                 |
| Dutch Albums Chart                   | 6                 |
| European Top 100 Albums              | 1                 |
| Finnish Albums Chart                 | 36                |
| French SNEP Albums Chart             | 44                |
| Indonesian Albums Chart              | 2                 |
| Japanese Albums Chart                | 5                 |
| Korean Albums Chart                  | 1                 |
| Mexican Albums Chart                 | 13                |
| New Zealand RIANZ Albums Chart       | 5                 |
| Norwegian Albums Chart               | 28                |
| Polish Albums Chart                  | 37                |
| Quebec Albums Chart                  | 5                 |
| South African Albums Chart           | 4                 |
| Swedish Albums Chart                 | 60                |
| Spanish Albums Chart (Music & Media) | 3                 |
| Spanish Albums Chart (AFYVE)         | 1 lub 9           |
| Top Internet Albums                  | 2                 |
| U.S. Billboard 200                   | 1                 |
| UK Albums Chart                      | 14                |

## Sprzedaż i certyfikaty
| Kraj/region                  | Wydawca           | Certyfikat | Sprzedane egzemplarze |
| ---------------------------- | ----------------- | ---------- | --------------------- |
| Australia                    | ARIA              | platyna    | 70,000–120,000        |
| Austria                      | IFPI Austria      | –          | 15,000+               |
| Brazylia                     | Pro-Música Brasil | diament    | 160,000               |
| Francja                      | SNEP              | złoto      | 100,000+              |
| Hiszpania                    | PROMUSICAE        | platyna    | 100,000–140,000       |
| Holandia                     | NVPI              | platyna    | 100,000+              |
| Hongkong                     | IFPI Hong Kong    | platyna    | –                     |
| Indonezja                    | IFPI              | złoto      | –                     |
| Irlandia                     | IRMA              | złoto      | –                     |
| Japonia                      | RIAJ              | platyna    | 200,000–250,000       |
| Kanada                       | Music Canada      | 6x platyna | 675,000+              |
| Korea Południowa             | KMCA              | platyna    | 200,000+              |
| Malezja                      | RIM               | złoto      | ~25,000               |
| Meksyk                       | AMPROFON          | platyna    | 150,000–225,000       |
| Niemcy                       | BVMI              | –          | 175,000+              |
| Nowa Zelandia                | RMNZ              | platyna    | 15,000–25,000         |
| Republika Południowej Afryki | RISA              | 3x platyna | –                     |
| Stany Zjednoczone            | RIAA              | 8x platyna | 9,500,000+            |
| Szwajcaria                   | IFPI Switzerland  | złoto      | 25,000–40,000         |
| Szwecja                      | GLF               | –          | 15,000+               |
| Tajwan                       | RIT               | platyna    | 100,000+              |
| Wenezuela                    | APFV              | złoto      | –                     |
| Wielka Brytania              | BPI               | platyna    | 300,000–440,000       |
| Włochy                       | FIMI              | platyna    | 100,000+              |
| Azja                         | –                 | –          | 785,000+              |
| Europa                       | IFPI              | platyna    | 1,220,000+            |
| Świat                        | –                 | –          | 17,200,000+           |